# Streymoy

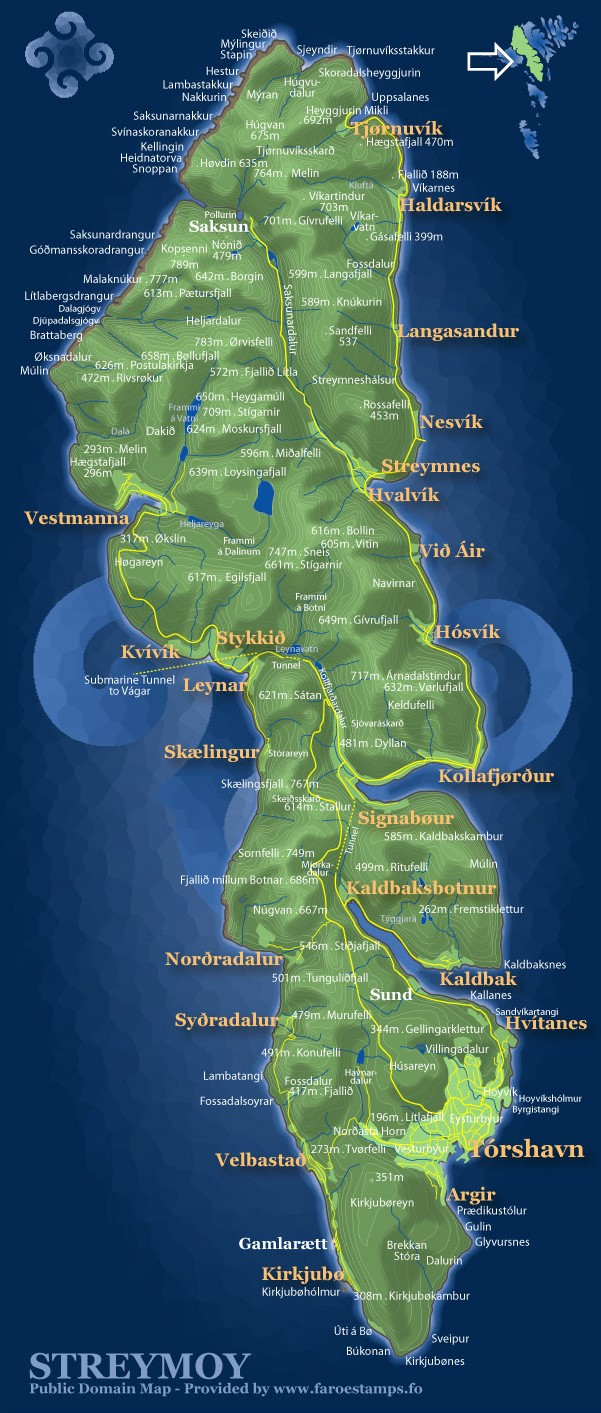

Streymoy is het grootste (373,5 km²) en dichtstbevolkte eiland van de Faeröer, waar ook de hoofdstad, Tórshavn, gelegen is. De naam van het eiland betekent "eiland van stromen".

## Geografie

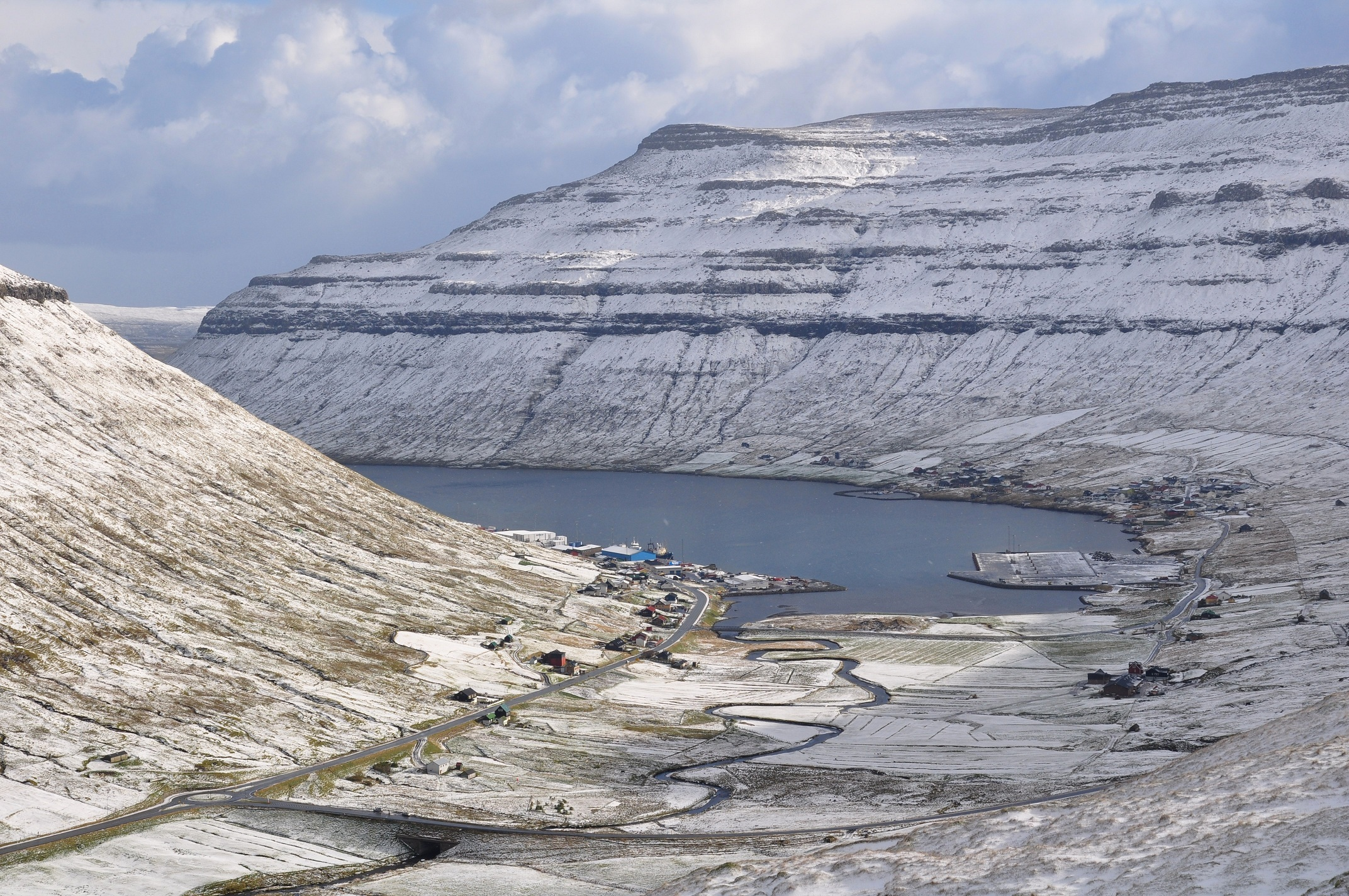
Signabøur (rechts) en Kollafjørður (midden) aan de gelijknamige fjord.

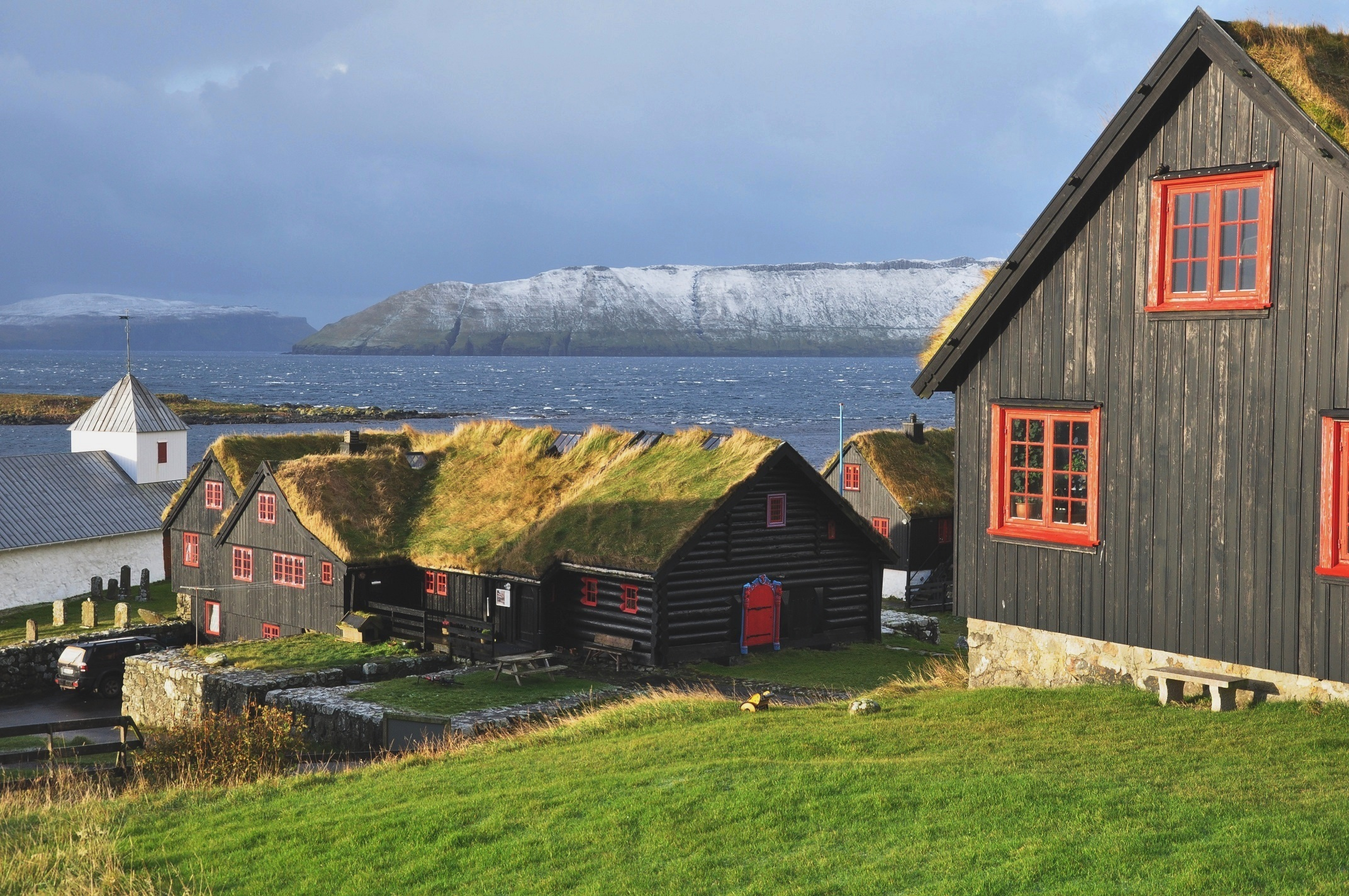
Kirkjubøur

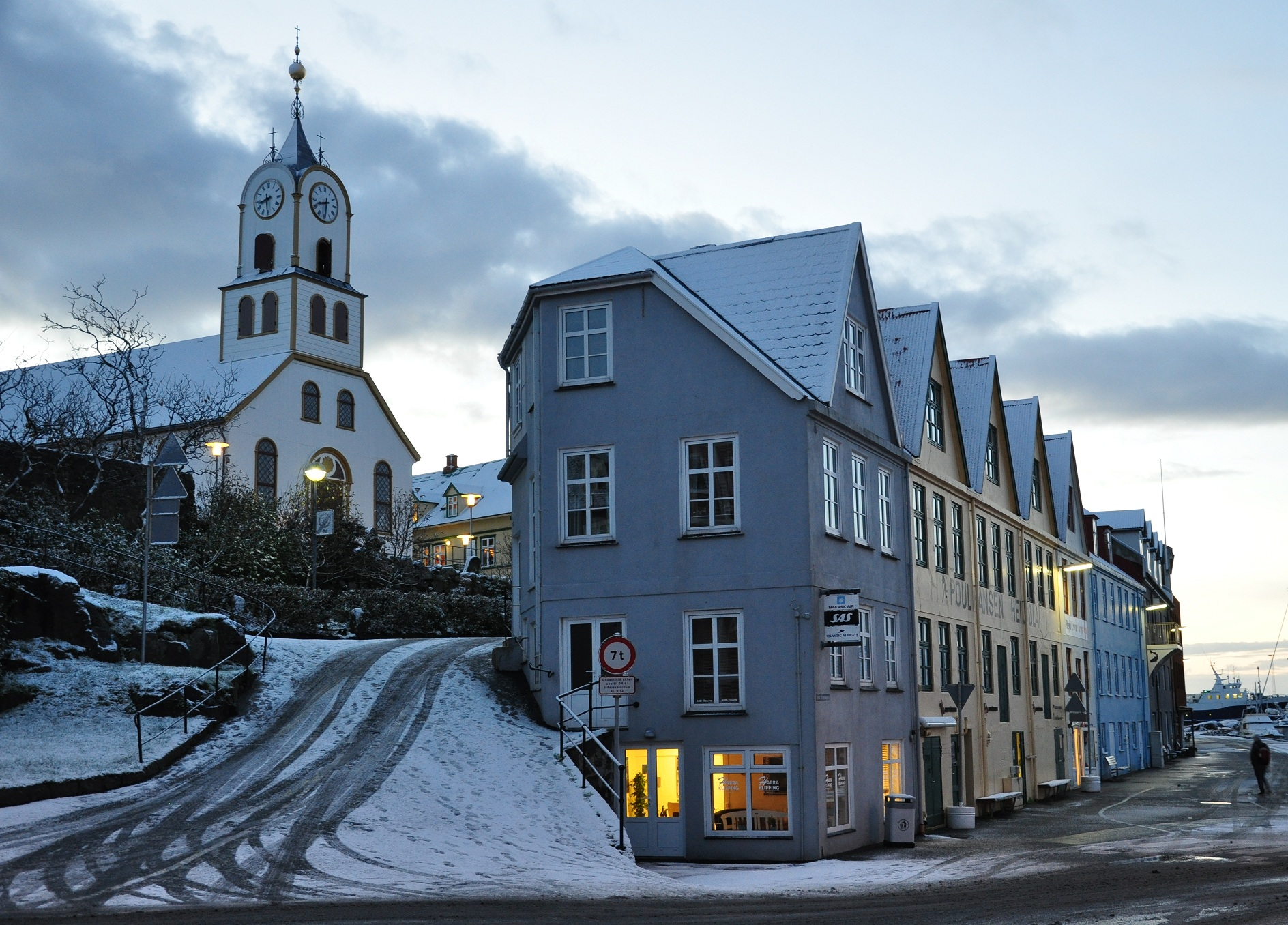
In het centrum van Tórshavn.

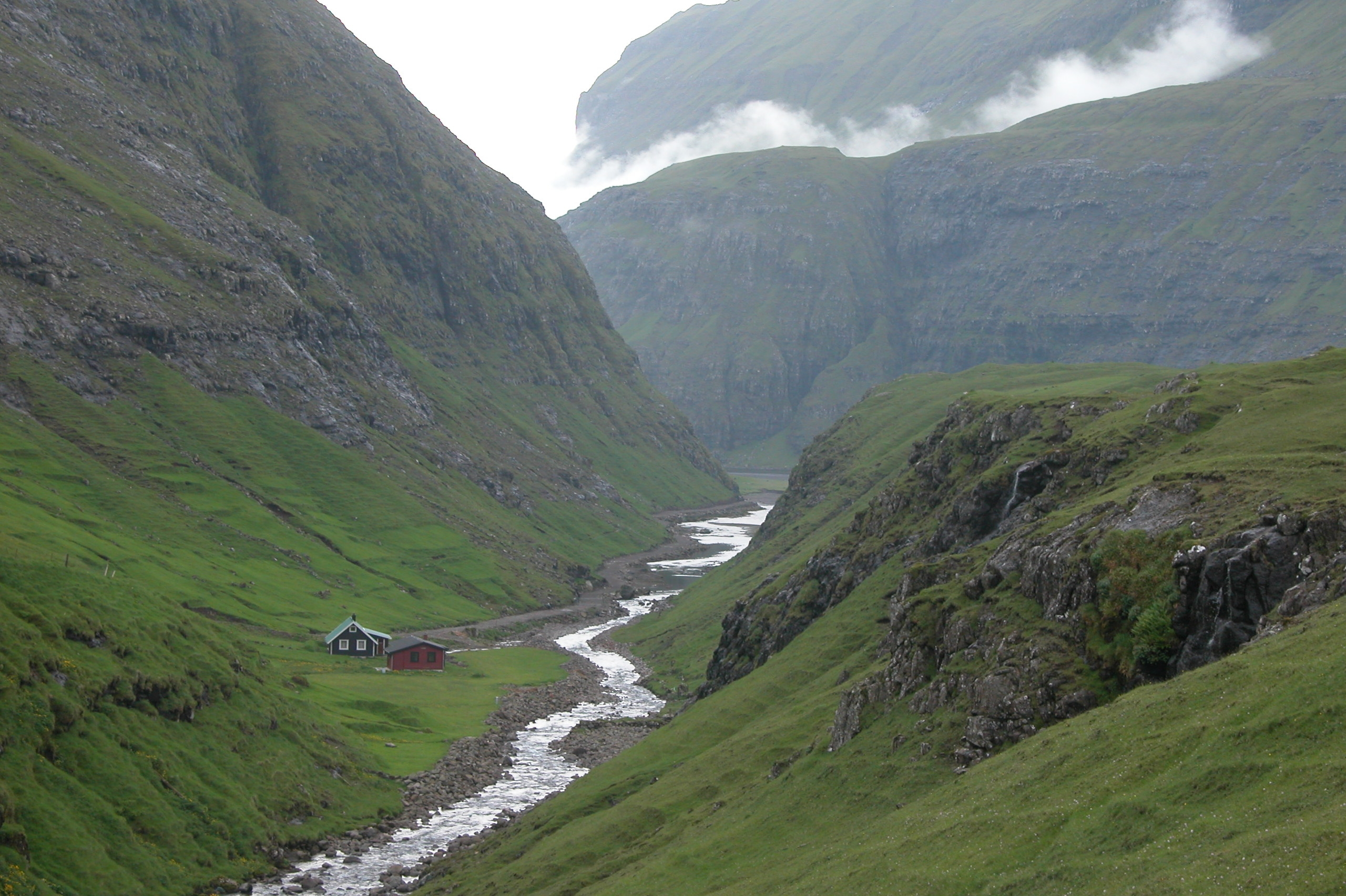
Vallei bij Saksun

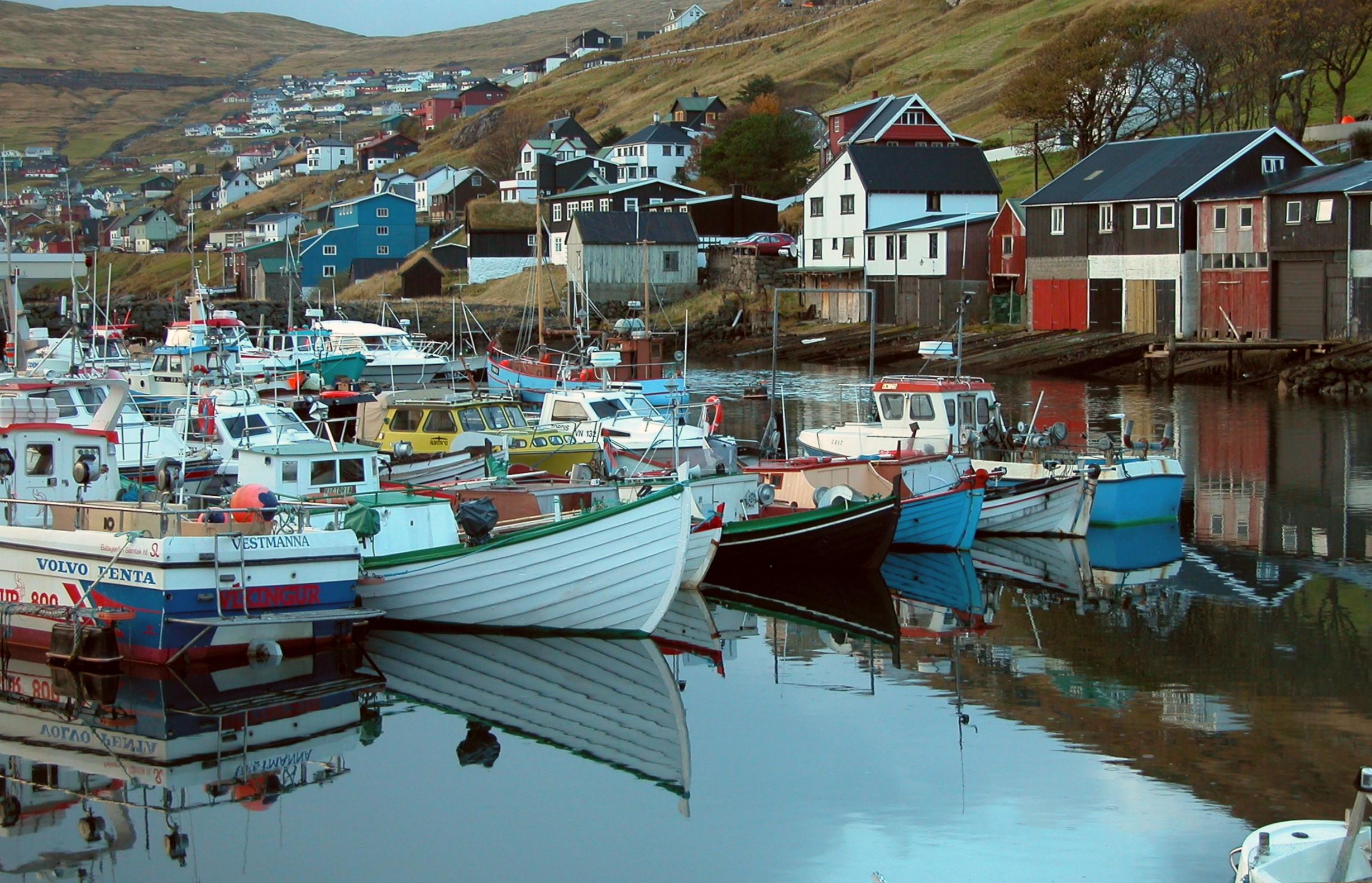
Vestmanna

Het eiland heeft een langwerpige vorm en strekt zich ruwweg uit over een noordwest-zuidoost-as, met een lengte van 47 kilometer en een breedte van ongeveer 10 kilometer. Er zijn twee diep insnijdende fjorden in het zuidoosten: Kollafjørður en Kaldbaksfjørður. Voornamelijk in het noordwesten is het eiland bergachtig, met het hoogste punt, Kopsenni (789 m). Dat gebied wordt gedomineerd door tot 500 meter hoge kliffen. Net zoals in de rest van de archipel zijn er vele kleine stroompjes en kleine meren. De belangrijkste vegetatie is gras; er zijn vrijwel geen bomen.
Streymoy wordt van het nabije Eysturoy (het tweede grootste eiland van de Faeröer) gescheiden door de smalle Sundini-zeestraat in het oosten. Andere naburige eilanden zijn Vágar (westen) en Sandoy (zuiden). Drie kleinere eilandjes liggen aan de zuidelijke punt van Streymoy: Koltur, Hestur en Nólsoy.

## Bevolking
Op Streymoy wonen ongeveer 24.000 mensen, wat neerkomt op meer dan 40% van de bevolking van de Faeröer. De meerderheid van hen woont in de hoofdstad Tórshavn (ongeveer 15.000 inwoners). Naast de regeringszetel is Tórshavn ook de belangrijkste haven, de locatie van de universiteit en het commerciële centrum van de eilanden. Andere belangrijke plaatsen zijn Vestmanna, de voormalige veerhaven in het westen, Kollafjørður in het centrum, en de pittoreske dorpen Saksun en Tjørnuvík in het noorden. Vanuit historisch oogpunt is het dorp Kirkjubøur aan de zuidpunt van het eiland van belang, aangezien het in de middeleeuwen een bisschopszetel was.

## Transport
Alle kernen zijn via wegen met elkaar verbonden. De belangrijkste weg naar Tórshavn leidt door een tunnel van 2,8 km lang. De verbinding met Eysturoy verloopt via een brug uit 1973 over de Sundini-straat. Sinds 2002 is Streymoy via een tunnel van 4 km met het eiland Vágar verbonden, zodat de wegen van de drie hoofdeilanden met elkaar verbonden zijn.
Er zijn regelmatige veerdiensten naar de eilanden Sandoy en Suðuroy. In de zomer zijn er eveneens regelmatige veerdiensten naar Hanstholm in Denemarken, Lerwick op de Shetlandeilanden (Schotland), Bergen in Noorwegen en Seyðisfjörður op IJsland.
Een tweede verbinding tussen de hoofdeilanden Streymoy en Eysturoy is in aanbouw: de 11 kilometer lange Eysturoyartunnel. Deze moet de reistijd tussen het relatief dichtbevolkte zuiden van Eysturoy en de hoofdstad aanzienlijk verkorten.

## Gemeentes op Streymoy
- Kvívíkar kommuna
- Sunda kommuna
- Tórshavnar kommuna
- Vestmanna kommuna